# Up or out
Up or Out is een term uit de bedrijfskunde en humanresourcemanagement. Het houdt in dat een werkgever zijn productieve werknemers evalueert en een carrièretraject laat doorlopen. Up or Out vindt men vaak terug bij dienstverleners met hooggeschoold personeel. Veel van de zogenaamde "Angelsaksische advocatenkantoren" hanteren het systeem.
Het is de bedoeling dat dit personeel een bepaalde vooruitgang maakt, waarbij promoties worden gemaakt. In een belastingadvieskantoor kan het volgende traject zijn:
- Junior belastingadviseur;
- Na 2 jaar belastingadviseur;
- Na 5 jaar senior belastingadviseur;
- Na 8 jaar partner.

Wie op elk van deze overgangspunten (2, 5 of 8 jaar na indiensttreding) niet rijp wordt geacht de overstap te maken, zal worden ontslagen, of het tijdelijk arbeidscontract wordt niet verlengd. Sommige bedrijven meten de prestaties van hun werknemers (bijvoorbeeld in declarabele uren per jaar), en ontslaan ieder jaar een percentage van hun werknemers dat hier het slechtste op presteert. Een flexibele arbeidswetgeving (de zgn. employment at will-doctrine) faciliteert dit soort systemen enorm, want de werkgever kan de werknemer in landen waar dit gehanteerd wordt van de ene op de andere dag ontslaan.
Dit staat in scherp contrast met bedrijven die van mening zijn dat dit niet meteen tot ontslag moet leiden. Zij bieden alternatieven, zoals een andere functie, of iets langer in de "lagere" functie blijven. Dit hangt mede samen met het arbeidsrecht van veel landen, waarin het moeilijker is om een werknemer te ontslaan of af te stoten. In tegenstelling tot het "harde" Up or Out, staan zij een "softere" aanpak voor. Dit dient overigens niet verward te worden met de begrippen "hard en soft Human Resource Management".
Bedrijven die up or out hanteren menen dat dit systeem de werknemer gemotiveerd houdt, en dat een werknemer die het niet kan bijhouden er uiteindelijk ook zelf bij gebaat is ander werk te zoeken. Bovendien heeft het kantoor ook partners nodig, dus heeft men er geen behoefte aan tijd en energie te steken in een werknemer die toch geen partner wil worden. Bij een "Up or Out" bedrijf zal het dan ook niet mogelijk zijn om "salarispartner" te worden.
Tegenstanders menen dat het systeem te hard is. Het leidt, zeker daar waar meer werknemers dan het aantal beschikbare promoties zijn, tot hevige concurrentie, waarbij medewerkers perverse prikkels krijgen hun collega's schade toe te brengen. Het zal leiden tot een afvalrace, die door sommigen ook wel als "rat race" wordt betiteld. Werknemers zouden hun privéleven volledig opofferen om maar bij de gelukkigen te mogen horen. Tevens is het voor een werknemer een klap in het gezicht om na 8 of meer jaar trouwe dienst te worden afgestoten omdat het bedrijf vindt dat hij geen partner kan worden. Voorstanders van Up or Out menen dat het met deze punten wel meevalt, dat concurrentie de werknemers scherp houdt, en dat iemand die het systeem vervelend vindt dan maar niet bij zo'n bedrijf moet gaan werken.
Al met al wordt Up or Out met name in de Verenigde Staten, maar ook in Nederland, België en andere landen, zeer veel toegepast.